# Menhit

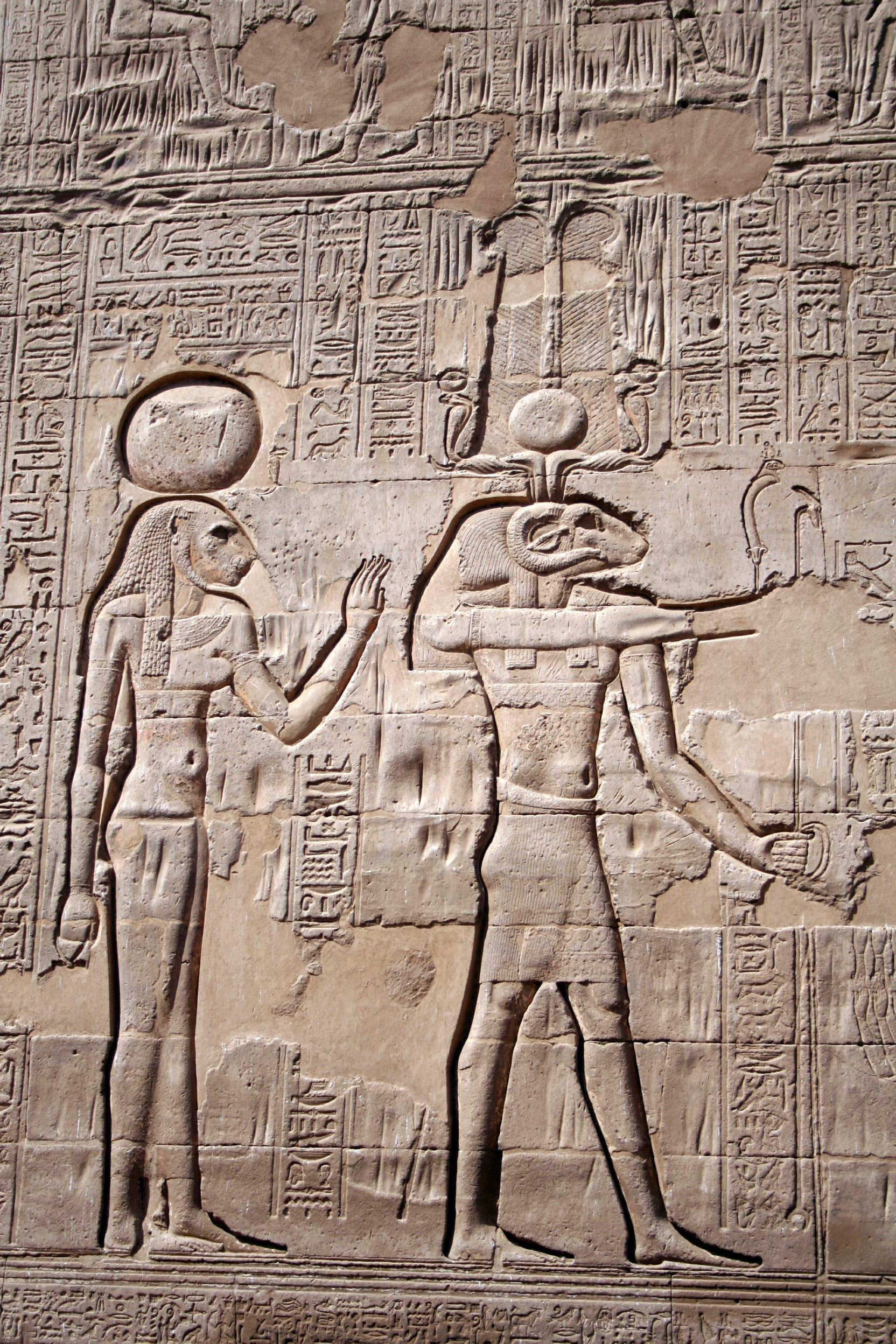
Menhit (a sinistra) con Khnum (a destra); parete esterna del tempio di Esna.

Menhit (scritto anche Menchit) è una divinità appartenente alla religione dell'antico Egitto. Era una dea guerriera di origine straniera; il suo stesso nome designa questo status bellicoso, in quanto significa (colei che) massacra. 
Quando fu inclusa nel pantheon egizio, Menhit divenne la controparte femminile di Anhur,  del quale, secondo la leggenda, sarebbe la moglie ed assieme al quale sarebbe originaria della Nubia. 
Per via degli attributi aggressivi e delle tecniche di caccia possedute dalle leonesse, molte caratteristiche legate all'arte bellica egiziana vennero associate all'attività predatoria leonina; per questo motivo Menhit era rappresentata come una dea leonessa. 
Gli antichi egizi credevano che la dea, come altre divinità guerresche, avanzasse alla testa dell'esercito e sterminasse i nemici con frecce infuocate.
Nel terzo Nomos dell'Alto Egitto (la parte meridionale dell'Egitto), in particolare ad Esna, si credeva che Menhit fosse la moglie Khnum e la madre di Heka; qui Menhit fu associata anche a numerosi culti solari.
Sebbene il suo culto fosse molto radicato nell'Alto Egitto, Menhit iniziò ad essere identificata sempre più di frequente con Sekhmet, che era originariamente la dea-leonessa dell'Alto Egitto, dopo l'unificazione dei due regni egiziani; in seguito, la dea venne definitivamente assimilata a Sekhmet.